# امین نصری
امین ناصری (زاده ۷ اسفندماه ۱۳۶۵، تهران) استاد فدراسیون جهانی شطرنج و دانشجوی مقطع دکترا در رشته مهندسی سیستم‌های انرژی می‌باشد.

## مدال‌های به دست آورده در شطرنج
مدال برنز مسابقات بین‌المللی باکو (۲۰۰۱)
مدال برنز نوجوانان آسیا (2002)
مدال برنز انفرادی میز ۵ مسابقات آسیایی همراه تیم ملی (۲۰۰۷ - هند)
مدال طلای تیمی در مسابقات بین‌المللی بین دانشگاهی (۲۰۰۸ و ۲۰۱۰ - مالزی)
مدال نقره انفرادی در مسابقات بین‌المللی بین دانشگاهی (۲۰۱۰ - مالزی)

## عنوان‌های قهرمانی به دست آورده در شطرنج
نایب قهرمان نوجوانان کشور زیر ۱۴ سال (۲۰۰۱)
نایب قهرمان نوجوانان کشور زیر ۱۶ سال (۲۰۰۱ و ۲۰۰۲)
نایب قهرمان جوانان کشور (۲۰۰۴)
قهرمان زیر ۱۸ سال کشور (۲۰۰۶)
قهرمان جوانان کشور (۲۰۰۷ و ۲۰۰۸)